# Saïda
Saïda (arabisk: سعيدة, tr. Saʿīda; berbisk: ⵙⵄⵉⴷⴰ, tr. Sɛida) er en by i det nordvestlige Algeriet med et indbyggertal på 128.413 (2008) indbyggere. Byen er hovedstad i en provins af samme navn og ligger ved foden bjergkæden Tell Atlas, en del af Atlasbjergene.